# Lioconcha castrensis
Espèce
Lioconcha castrensis est une espèce de mollusques bivalves de la famille des Veneridae. C'est une espèce commune.

## Description
Ce coquillage à une longueur de 4 cm.
Son nom vient du latin castrum car ses motifs en forme de "toiles de tentes" marron ou rougeâtre sur sa surface ivoire font penser à un campement militaire.

## Habitat et répartition
Lioconcha castrensis se trouve dans l'Indo-Pacifique dans le sable corallien, près des récifs.

## Philatélie
Cette espèce figure sur une émission d'Israël de 1977 (valeur faciale : 2 l).